# Semiónovka (Arkadak)
|  | Per a altres significats, vegeu «Semiónovka». |

Semiónovka (en rus: Семёновка) és un poble de l'óblast de Saràtov, a Rússia, segons el cens del 2010 tenia 888 habitants. Pertany al districte municipal d'Arkadak.